# 劍頭翼龍屬
劍頭翼龍屬（屬名：Gladocephaloideus）是翼龍目高盧翼龍科的一屬，化石發現於中國遼寧省西部的井岡山地區，屬於義縣組，地質年代約1億2100萬年前，相當於白堊紀早期的巴列姆階。化石是一個部分身體骨骼、完整頭顱骨。在2011年，呂君昌、季強等人將這個化石敘述、命名。模式種是井岡山劍頭翼龍（G. jingangshanensis）。劍頭翼龍是第一個發現於亞洲的高盧翼龍科動物。